# C2-Benzole
Als C2-Benzole bezeichnet man in Chemie und Technik eine Gruppe von Verbindungen, bei denen Benzol mit zwei weiteren Kohlenstoffatomen nur in Form von Alkylresten substituiert ist.
Zu diesen Stoffen mit der Summenformel C8H10 und einer molaren Masse von 106,17 g·mol−1 gehören 4 Verbindungen in 2 Gruppen:
- die drei Dimethylbenzole (Xylole)
- das Ethylbenzol

1,2-Dimethylbenzol
1,3-Dimethylbenzol
1,4-Dimethylbenzol
Ethylbenzol